# Wilhelm Gotthelf Höhnel

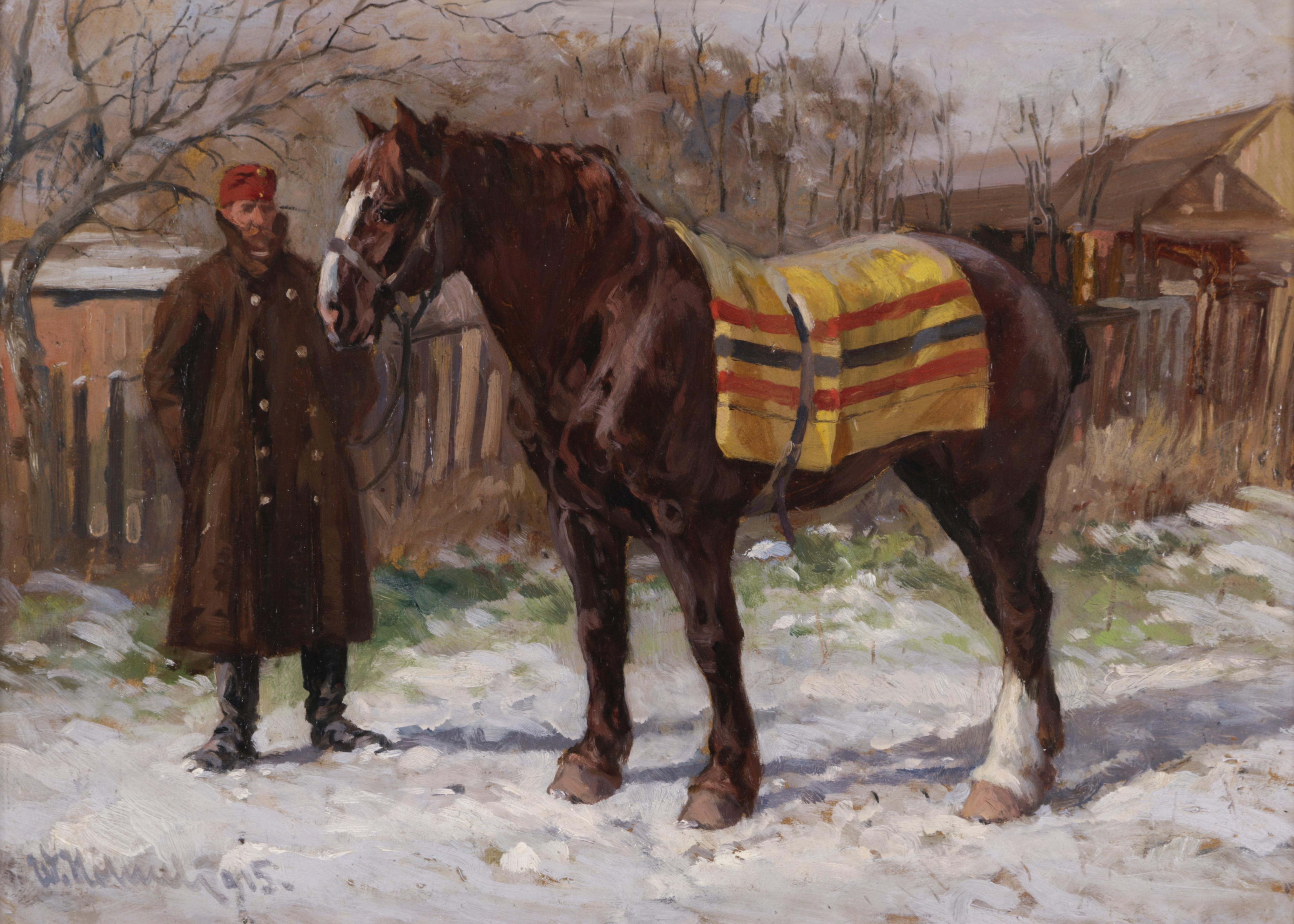
Pferd mit Reiter, 1915

Wilhelm Gotthelf Höhnel (* 19. März 1871 in Linz; † 31. März 1941 ebenda) war ein österreichischer Tiermaler.

## Leben
Höhnel war der Sohn des Malers Friedrich Romilo Höhnel (1826–1882). Sein Vater betrieb in Linz eine Maler-, Anstreicher-, Wagenlackierer- und Vergolderwerkstatt, beschäftigte sich nebenbei mit der Kunstmalerei. Nach seinem Tode übernahm seine Ehefrau den Betrieb der Werkstatt, was ihrem Sohn das Studium der Kunstmalerei ermöglichte. Er studierte in München erst privat bei Ferdinand Seebacher, dann an der Königlichen Akademie der Künste in München Historienmalerei bei Louis Braun und Tiermalerei bei Heinrich von Zügel.
Nach dem Studium kehrte er 1892 nach Linz zurück und widmete sich der Tiermalerei. 1900 übernahm er das Familienunternehmen, blieb aber weiterhin als Kunstmaler tätig.